# Fantasia (Magrebe)
|                                                          |
|                                                          |
|                                                          |
| Fantasia em Beni Drar, perto de Oujda, Marrocos, em 2011 |

- A 6 de março: Em 6 de março
- Caledónia: Caledônia

Fantasia são diversos espetáculos equestres  tradicionais que simulam assaltos militares, praticados essencialmente no Magrebe, onde também são chamados "jogos de pólvora" ou "jogos dos cavalos".
Usualmente consiste em evoluções equestres durante as quais os cavaleiros, munidos de espingardas de pólvora negra e cavalgando montadas ricamente ajaezadas, simulam uma carga de cavalaria em que a apoteose é o disparo coordenado duma salva com as armas de fogo. Em algumas regiões, a fantasia pode ser executada com dromedários ou a pé.
Herdeira da arte equestre árabe, turca e berbere, a sua prática é atestada desde o século XVI e foi testemunhada por viajantes no Magrebe no fim do século XVIII. O nome de fantasia surgiu em 1832, graças ao pintor francês Eugène Delacroix, que pintou alguns espetáculos de fantasia nos seus quadros. Depois disso tornou-se um dos temas prediletos de alguns pintores orientalistas como Eugène Fromentin ou Marià Fortuny. A fantasia é um evento comum nas festividades mais importantes, como casamentos, nascimentos, festas religiosas, etc., apesar de atualmente também poder ser um espetáculo para turistas.

## Etimologia e outras designações

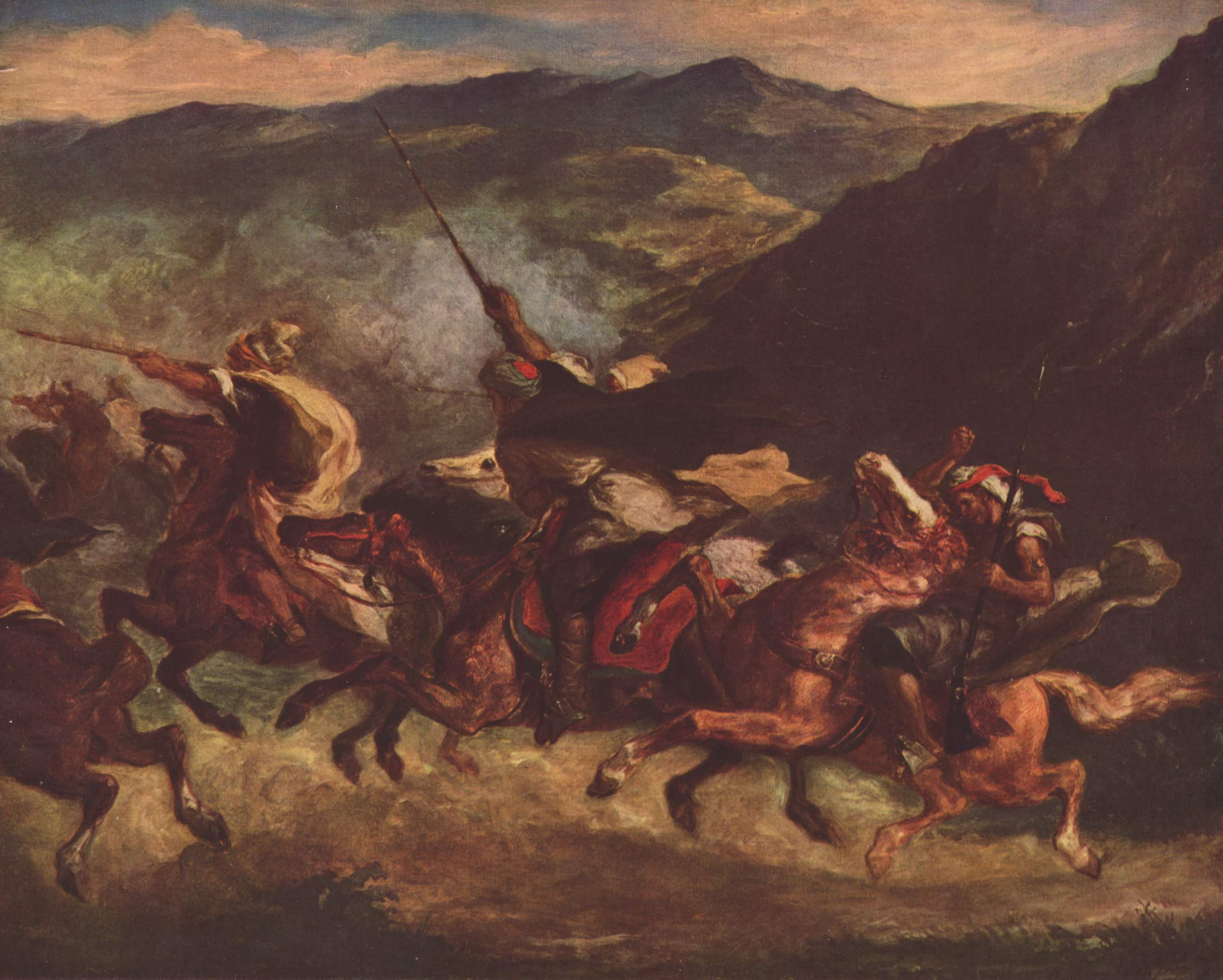
Quadro de Eugène Delacroix mostrando uma fantasia em Marrocos

Os espetáculos chamados no Magrebe laâb el baroud ou lab-el-baroud (lab-el-barud) (لعب البارود em árabe; "jogo da pólvora") ou laâb el-khayl (لعب الخيل; "jogo dos cavalos") tomaram o nome de fantasia devido a um equívoco. Outros nomes usados localmente são, por exemplo: tbourida (ou teburida)  (em Marrocos), baroud (ou barude), lbarud, etc.
A palavra tem origem no termo grego phantasia (φαντασια), que passou para o latim e italiano como designação de um "espetáculo imaginário" e uma "faculdade de conceber imagens". Segundo outra versão, a origem da palavra o termo espanhol fantasía, que significa imaginação, mas também vaidade ou arrogância. Na fala magrebina, o termo toma o sentido de algo vistoso, aparatoso ou glorioso.
Foi o pintor francês Eugène Delacroix que usou erroneamente o termo "fantasia" aplicado aos espetáculos equestres tradicionais. André Lanly avançou uma hipótese que o pintor pode ter ouvido ouvido o termo como qualificativo do espetáculo, tê-lo anotado no seu desenho ou na memória e tê-lo tomado pelo nome.
Segundo outra versão, o uso do termo fantasia resulta duma confusão de palavras em árabe clássico com a mesma raiz verbal: khayal, que significa "imaginação", e "khayyal", que significa "cavaleiros".

O termo foi escrito no passado como "fantazia" ou "phantasia". Este último termo foi aplicado por J.-A. Bolle, um viajante francês em 1838, a jogos equestres distintos da fantasia, realizados em Boutlelis, perto de Orão, na Argélia. Depois de descrever como "justas militares" aquilo que hoje se chamaria uma fantasia, J.-A. Bolle prossegue:
| “ | Os cavaleiros dão-se também ao prazer de executar phantasias, um exercício que consiste em fazer o seu cavalo pular, saltar e fazer piruetas, caracolar, empinar-se, escoucinhar, relinchar, piafar com cólera, pôr os freios brancos com espuma. Os árabes são muito apreciadores desta manobra, é a atração de feira predileta dos nossos dândis nos seus passeios no Bosque de Bolonha sem sonharem, ao menos, que praticam a phantasia árabe. | ” |
|   | — J.-A. Bolle, 1838. |   |

## História

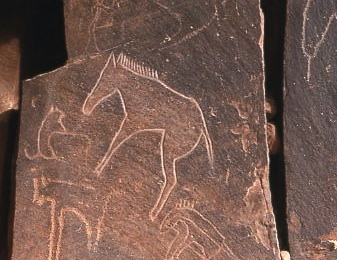
, na Argélia, a oeste de Figuigue, onde é representado um antepassado do cavalo berbere

A história da fantasia é o encontro em terras norte-africanas do homem e do cavalo. Foram encontrados restos de ossos de equídeos da espécie Equus caballus algericus que datam de há 40 000 anos e há gravuras rupestres no Atlas Saariano que datadas de 9 000 a.C. que atestam a presença do cavalo no Magrebe, um ancestral da raça indígena atual do cavalo berbere.
Dócil, rústico, resistente, mas sobretudo rápido, este cavalo fez a glória dos cavaleiros númidas, considerados os melhores cavaleiros do mundo na época das Guerras Púnicas, nomeadamente graças à técnica de combate por perseguição à base de cargas e de viragens rápidas que eles desenvolveram. Essa tática de ataque e fuga, é retomada pelos árabes, que lhe chamam el-kerr ul-ferr e cujos "cavaleiros se precipitam deitados de bruços sobre os dorsos dos cavalos, lançando gritos, descarregam as suas armas, dão meia-volta imediatamente, partem a galope, recarregam a espingarda e voltam ao ataque". É essa técnica que origina a fantasia. Frequentemente qualificado como uma imagem da guerra, uma demonstração ritual de força e de coragem, ou mesmo uma metáfora de um confronto erótico, ela representa sobretudo os vestígios, a versão adocicada moderna, da arte de equitação árabe-turca-berbere da África do Norte.
A representação mais antiga que se conhece duma fantasia é um desenho do século XVI atribuído ao pintor flamengo Jan Vermeyen (1500-1559) intitulado a posteriori "Uma fantasia em Tunes" e outros dois desenhos seus intitulados "Torneio militar em Tunes". Todos os desenhos foram executados durante a conquista de Tunes em 1535 pelo imperador Carlos V.
É preciso esperar pelo fim do século XVIII para que sejam publicadas as primeiras descrições do que depois se viria a chamar fantasia: de Louis de Chénier, diplomata ao serviço do rei Luís XVI de França, em 1787, pelo abade e explorador francês Jean-Louis Marie Poiret, em 1789, e pela Encyclopædia Britannica em 1797.
A 6 de março de 1832, Eugène Delacroix acompanha o conde Charles-Édgar de Mornay na sua embaixada junto do sultão marroquino e assiste aos seus primeiros "jogos de pólvora", na região de Garbe, na estrada de Mequinez (Meknès). Verá outros jogos em Alcácer-Quibir (Ksar El Kebir) e depois em Mequinez, e toma nota o esplendor do espetáculo no seu diário:
| “ | A nossa entrada em Mequinez foi de uma beleza extrema, é um prazer que se pode esperar só experimentar uma só vez na vida. Tudo o que nos aconteceu naquele dia não foi mais do que o culminar daquilo para que o caminho nos tinha preparado. A cada instante encontrávamos novas tribos armadas que faziam uma descarga aterrorizante de pólvora para festejar a nossa chegada. | ” |
|   | — Diário de Eugène Delacroix, 1832. |   |

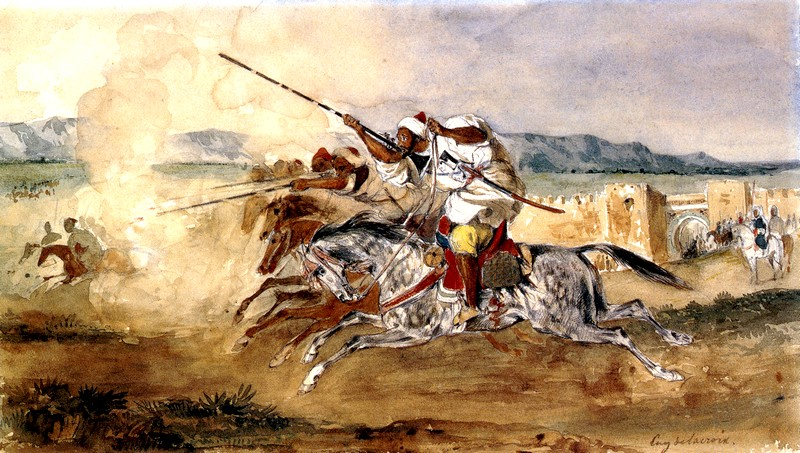
Fantasia ou Jogo da Pólvora, em frente à porta da cidade de Mequinez, uma aguarela de 1932 da autoria de Eugène Delacroix

De volta a França, Delacroix executou uma aguarela (que atualmente se encontra no Museu do Louvre) mostrando as cenas a que ele tinha assistido e intitulada "Fantasia ou Jogo da Pólvora diante da porta de entrada da cidade de Mequinez". Seguidamente executa outras três fantasias: em 1832, "Exercícios militares dos Marroquinos ou Fantasia marroquina", atualmente no Museu Fabre de Montpellier; em 1833, "Fantasia árabe", atualmente no Instituto de Arte Städel de Frankfurt; em em 1847, Fantasia marroquina, atualmente no Museu Oskar Reinhart de Winterthur. Foi desta forma que o termo fantasia se tornou sinónimo de "jogo da pólvora".
Na época estava em voga o Orientalismo — nas palavras de Victor Hugo: «no século de Luís XIV era-se helenista, agora é-se orientalista.» Serão numerosos os artista que comporão quadros admiráveis de fantasias, entre os quais Eugène Fromentin, Aimé Morot, Théo van Rysselberghe, entre outros.
Longe de estar limitado ao Magrebe, a prática da fantasia é atestada no século XIX em toda a África do Norte, estendendo-se do Egito a oriente, até Marrocos a ocidente, e da Tunísia a norte até ao norte do Senegal e Chade, a sul. Mas talvez o local mais surpreendente onde se praticou a fantasia foi a Nova Caledónia, onde chegou com os deportados argelinos no final do século XIX.
Uma fantasia que ficou famosa foi a organizada em honra de Napoleão III de França a 18 de setembro de 1860, na Maison-Carrée, nos arredores de Argel, na qual participaram entre seis e dez mil cavaleiros.

## Características e descrição

### Celebração

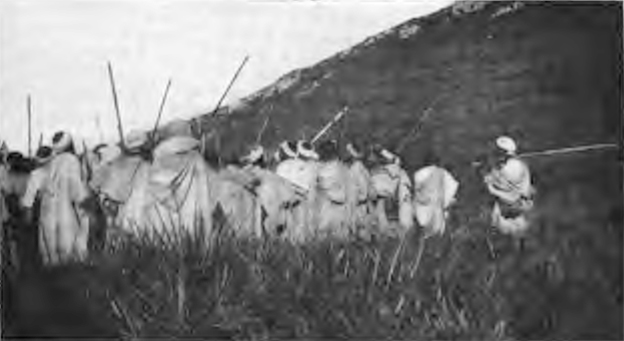
Berberes executando uma fantasia em honra de visitantes na região de Mequinez em 1901

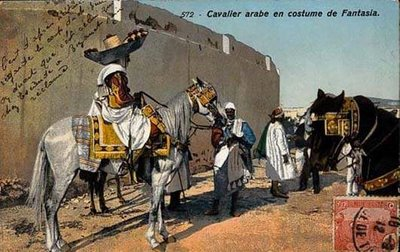
Cavaleiro árabe com roupas de fantasia na Tunísia em

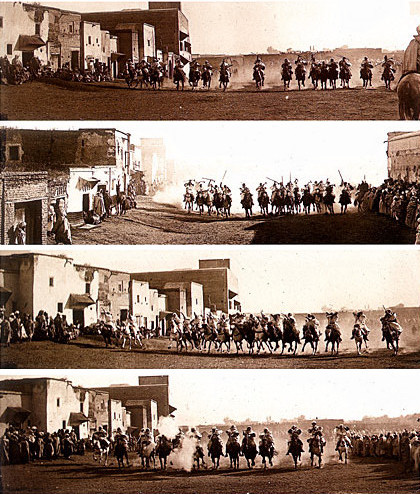
Fantasia em Marrocos no início do século XX, fotografada por Gabriel Veyre

A fantasia está tradicionalmente ligada a festividades, das quais ela constitui o ornamento supremo. É celebrada por ocasião de certos rituais, como moussems, vaada, zerda ou taam, festas anuais dedicadas a uma figura que alguns consideram santo, durante as quais são sacrificados animais e organizados grandes festins. Também se organizam fantasias em algumas festas mais marcadamente muçulmanas, como o Eid ul-Fitr, que marca o fim do Ramadão, ou o Mulude, que celebra o nascimento do Profeta Maomé; ou ainda em casamentos, nomeadamente para escoltar a noiva ao seu novo domicílio; nascimentos e peregrinações. Outros motivos para a realização duma fantasia são homenagens a chefes ou notáveis.
No entanto, a prática da fantasia é atualmente muitas vezes mais um espetáculo turístico do que um evento genuinamente folclórico.

### Aparato
Sinónimo de aparência exterior, de parada, de magnificência da postura e do luxo do vestuário, a fantasia caracteriza-se em primeiro lugar pela importância do aparato, pela riqueza e esplendor da roupa do cavaleiro, do seu equipamento e dos arreios do seu cavalo. Os equipamentos mais importantes do cavaleiro são a moukhala, a espingarda de pólvora negra magrebina, uma arma de pequeno calibre com um cano muito longo, muito característica devido aos seus ornamentos cintilantes e incrustações de osso, marfim, madrepérola ou metal e gravações coloridas. O cavaleiro pode igualmente equipar-se com um iatagã. O fausto dos arreios traduz-se, por exemplo, em selas de "marroquino" (couro) vermelho bordadas artisticamente ou damasquinadas ou incrustadas a ouro; gualdrapa (manta do dorso, onde assenta a sela) de seda de Tunes; estribos prateados, etc.

### Espetáculo
A fantasia é a repetição teatralizada dos dois movimentos da cavalaria em guerra: a carga rápida (em árabe: el kerr) e a retirada súbita. (el ferr). Alinhados numa extremidade da arena onde o espetáculo tem lugar, os cavaleiros abraçam nas suas montadas de barriga para baixo e, segurando as rédeas com uma só mão, fazem rodopiar as suas espingardas acima das suas cabeças; ao chegarem próximo do grosso da multidão de espetadores, levantam-se sincronizadamente e, largando as rédeas, agarram as suas moukhalas com as duas mãos, disparam-nas e agitam-nas de forma concertada, para a frente ou para trás, em direção ao solo ou ao ar; depois fazem uma volta curta e rápida e voltam tão rapidamente como vieram ao ponto de partida para recomeçar a corrida. As salvas disparadas pelos cavaleiros são chamadas de baroud.
Dependendo das regiões e da perícia e audácia dos cavaleiros, estes podem enfeitar as suas evoluções com posturas ou movimentos acrobáticos, lançando ao ar as suas armas para as voltar a apanhar em plena corrida, deitando-se sobre a garupa ou pondo-se em pé sobre a sela; alguns chegam a equilibra-se sobre a cabeça, sempre com o cavalo a galope. As mulheres reagem a estas performances com gritos estridentes de encorajamento e de satisfação.

### Variantes

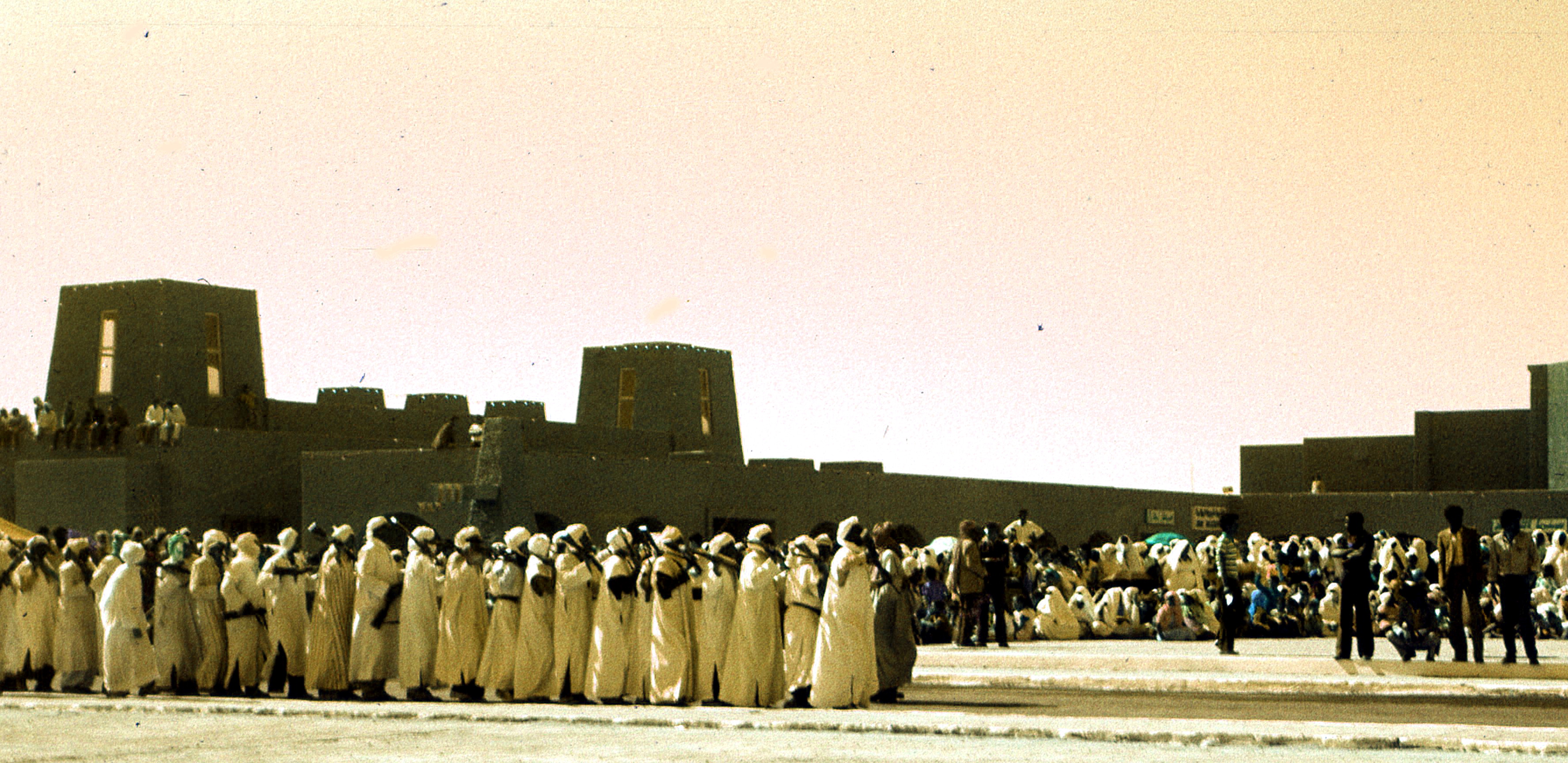
Fantasia a pé, na, Argélia

Além as diferenças cosméticas que podem existir entre uma região e outra, a prática da fantasia pode tomar certas formas particulares. A fantasia a pé, encontrada por exemplo no Vale de M'Zab, é uma forma na qual qual as cavalgadas são substituídas por danças onde os homens alinhados em fila ou em círculo efetuam idas e voltas ao ritmo da música.
A fantasia em dromedário, que não deve ser confundida com as méharées (marchas de camelos de tipo "mehari"), usa dromedários em vez de cavalos. Em língua berbere tuaregue, essa fantasia é chamada asebrer.
A fantasia feminina, que quebra a tradição das fantasias exclusivamente masculinas, é atestada em particular no século XIX em Constantina (Argélia), onde era executada a pé. Foram retomadas durante os anos 2000 em Marrocos, inicialmente na forma de grupos mistos de cavaleiros e cavaleiras, antes de surgir um grupo exclusivamente feminino em Mohammedia.

### Um exercício perigoso
Praticar a fantasia é uma atividade que envolve riscos. Além dos riscos inerentes à prática de equitação, o uso de armas, o arrebatamento, a excitação e a falta de habilidade fazem os cavaleiros incorrer em perigos que podem originar acidentes que por vezes são fatais.

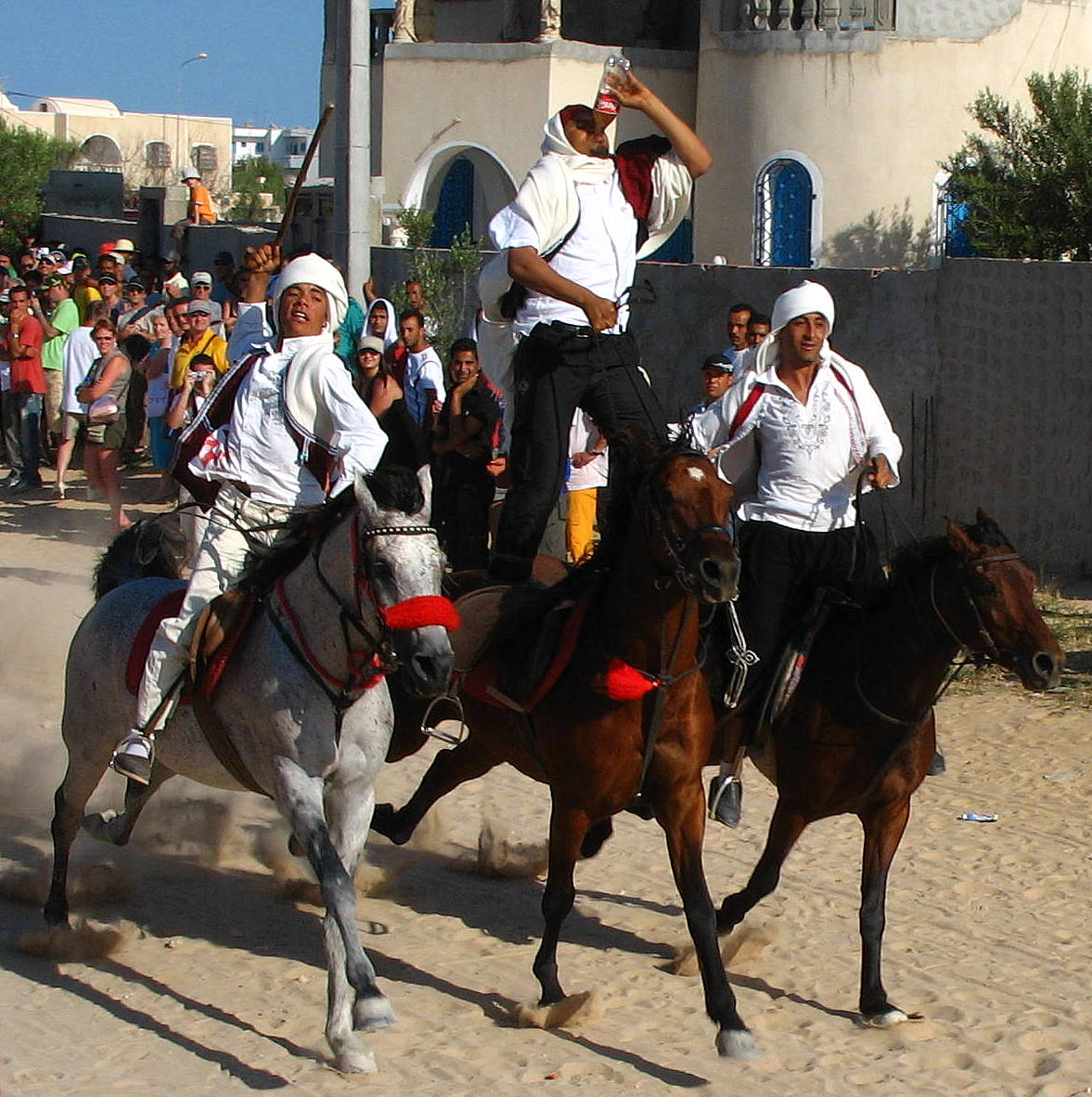
Fantasia em Midoun, Djerba, Tunísia

Há relatos da história de Ahmed Bei, o último bei de Constantina que ficou gravemente ferido por uma bala perdida quando participava numa fantasia em sua honra em 1820. Numa fantasia organizada em 1859, «um xeque teve morte violenta, caindo com o seu cavalo, outro árabe partiu a perna e um terceiro ficou com uma ferida profunda na cabeça». Num casamento em 1862 na Tunísia, que assumiu contornos dramáticos, o noivo teve um acidente mortal no decurso da fantasia celebrada em sua honra.

### Fantasiamoderna
A Federação Mundial do Cavalo Berbere estabeleceu um regulamento que classifica a fantasia coletiva em duas categorias: a temerad e a guelba. Em ambas, o objetivo dos exercícios, realizados sob a condução dum chefe de grupo, é a realização dum baroud (salva de tiros) coordenado, fazendo apenas uma deflagração.
Durante uma fantasia temerad, os cavaleiros, alinhados numa extremidade do percurso da exibição, devem partir a galope ao grito do chefe de grupo, respeitando um alinhamento de ombro contra ombro, e ao comando do seu chefe, levantam-se todos ao mesmo tempo, tiram as suas armas e logo que é dada a ordem, descarregam as suas espingardas ao mesmo tempo. Segue-se o retorno à calma e a volta ao ponto de partida.
A fantasia guelba distingue-se da temerad pela partida: os cavaleiros devem apresentar-se a trote e desordenadamente no ponto de partida, tomar as rédeas e lançar-se a galope sem qualquer ordem pré-determinada; durante o percurso devem encontrar um alinhamento cotovelo a cotovelo antes de poder disparar a salva.

## Afantasiana atualidade

### Argélia
A federação equestre argelina é o organismo encarregado da organização e desenvolvimento da prática equestre moderna e tradicional na Argélia, a qual inclui a fantasia. Existem 40 associações equestres, organizadas em nove ligas regionais (Aurès, Hodna, Oasis, Dara, Titteri, Sersou, Saoura, Tafna e Saara). A prática da fantasia é muito reduzida, tendo desaparecido por completo em algumas regiões, como por exemplo a Cabília.

### Marrocos

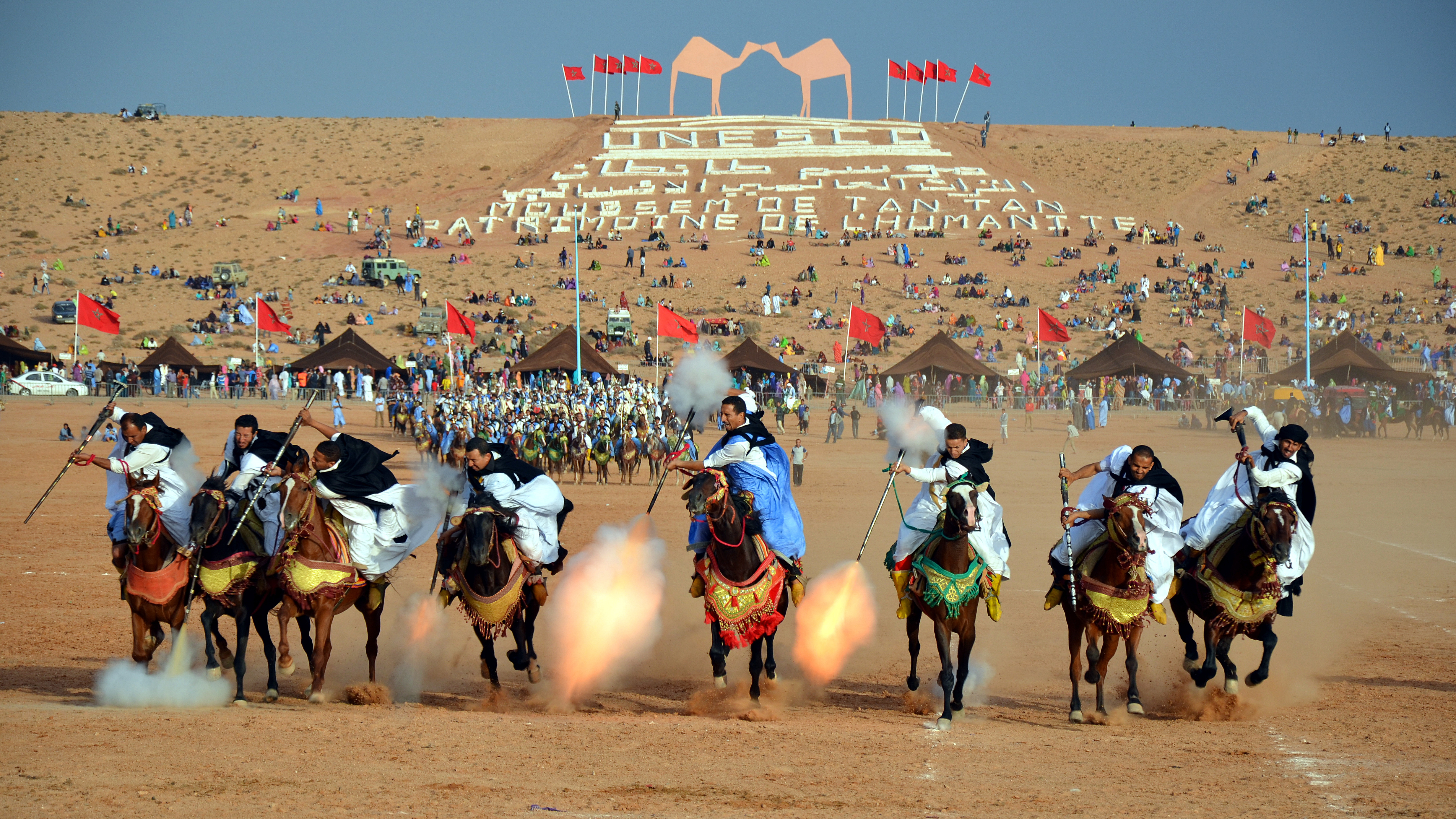
Fantasia no moussem de Tan-Tan, no sul de Marrocos

A fantasia continua muito viva neste país. A sua organização e desenvolvimento  estão a cargo da Federação Real Marroquina de Desportos Equestres. Existem cerca de mil grupos, chamados sorbas, que contam com cerca de 15 000 cavalos, envolvidos na prática da fantasia. Em 2008 foi criado o Complexo Real de Desportos Equestres e Tbourida Dar Es-Salam, uma estrutura consagrada à prática equestre que inclui uma escola de fantasia e oficinas de confecção de roupa para cavaleiros e fabrico de arreios.
O complexo acolhe igualmente todos os anos as provas do Troféu Hassan II de Artes Equestres Tradicionais (Tbourida), um concurso nacional de fantasia que compreende três categorias: seniores homens, seniores mulheres e juniores rapazes. O troféu inclui duas provas; a harda (saudação), na qual são avaliados o aparato das equipas (roupa dos cavaleiros, arreios dos cavalos e manejo das armas), e a talga, onde é valorizado o alinhamento dos cavaleiros e a sincronização dos tiros de espingarda.

## Afantasiana arte
No século XIX esteve em voga o Orientalismo, uma importante corrente literária e artística na Europa. A fantasia foi um tema predileto de alguns dos pintores orientalistas mais ilustres.

### Eugène Delacroix

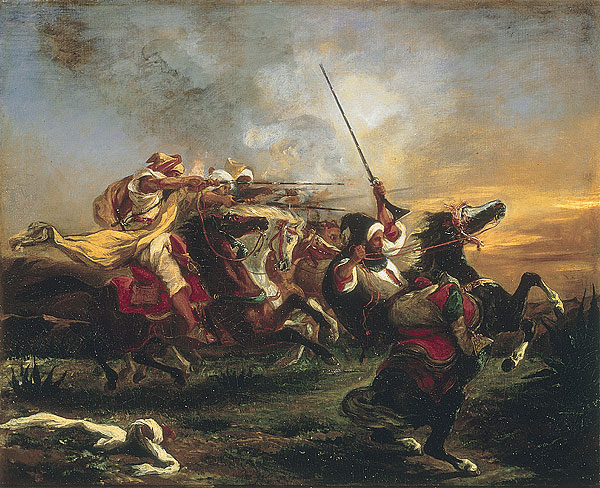
"Exercícios militares dos Marroquinos ou Fantasia marroquina"(1832), de Eugène Delacroix

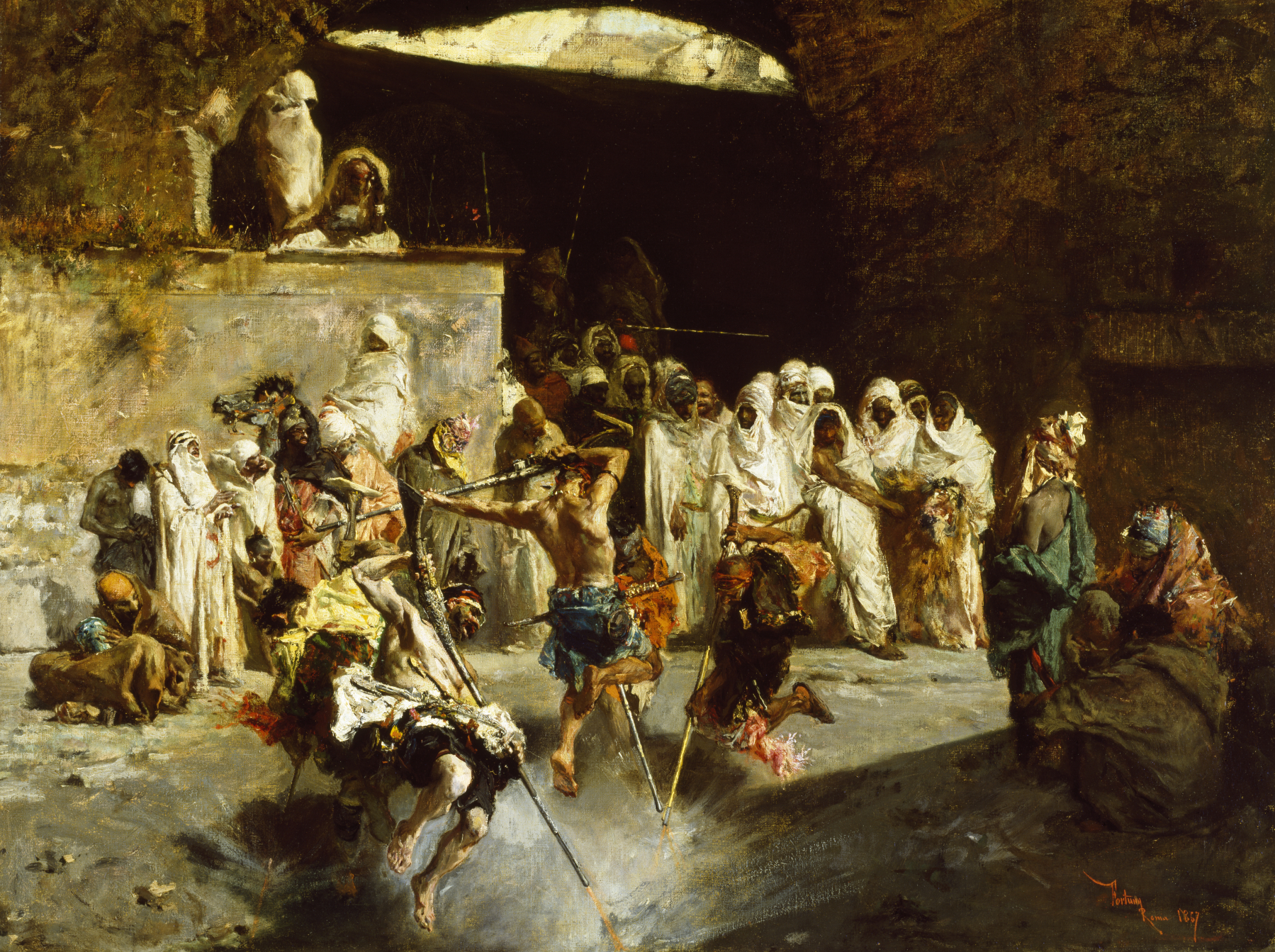
"Fantasia Árabe" (1867), de Marià Fortuny

Eugène Delacroix foi o primeiro a representar em pintura a fantasia, que é o tema de vários dos seus quadros, realizados a partir de esboços feitos durante a sua viagem a Marrocos em 1832, em particular durante os espetáculos a que assistiu em Sidi Kacem, de Alcácer Quibir e Mequinez. A fantasia foi tema de obras de Delacroix de 1832, 1833 e 1847.
No esboço "Fantasia" (1832), o movimento do cavalo é objeto do olhar do pintor. No quadro "Exercícios militares dos Marroquinos", com subtítulo "Fantasia" (1832), o artista joga com a composição e o movimento, bem como com as cores quentes com as quais destaca o aparato da carga.

### Eugène Fromentin
Na continuidade de Delacroix, Eugène Fromentin, um discípulo e continuador, consegue conjugar a escrita e a pintura, e mostra nessas artes uma força que desabrocha não só na representação da ação, mas também na evocação imóvel de lugares e atmosferas. Ele sublima a fantasia principalmente na sua obra "Année dans le Sahel", e convida o seu leitor a imaginar «aquilo que ela tem de mais impetuoso na desordem, de mais impercetível na velocidade, de mais resplandecente nas cores inundadas pelo sol», fala nos gritos dos cavaleiros, dos clamores das mulheres, da algazarra da pólvora, do terrível galope dos cavalos lançados em voo, do tilintar, do ruídos de mil coisas sonoras.
Fromentin convidou Delacroix para ilustrar essa obra, pois segundo Fromentin, Delacroix era o único homem que tinha a imaginação engenhosa e o poder, a audácia e a capacidade para compreender e traduzir esse espetáculo e reproduzi-lo em pintura. Como Delacroix não respondeu ao convite, Fromentin decide ser ele próprio a fazer a tradução pictórica da fantasia em em 1869 apresenta o seu quadro "Uma  fantasia: Argélia", atualmente em exposição no Musée Sainte-Croix de Poitiers.

### Edmundo de Amicis
Edmundo de Amicis, que participou em 1875 numa embaixada do recente Reino de Itália ao sultão Hassan I de Marrocos, descreve assim a primeira carga lab el baroud a que assistiu, nas proximidades de Larache: 

Lançavam-se à carga, aos dois, aos dez a um tempo, a um e um, no fundo do vale, nas colinas, diante da caravana e ao lado dela, na direção do nosso caminho e na direção contrária, berrando e disparando sem descanso. Em poucos minutos ficara o vale cheio de fumo e de cheiro de pólvora, como um campo de batalha. Por todos os lados revoluteavam cavalos, relampejavam espingardas, voejavam haiques, esvoaçavam capas, ondeavam cafetãs, vermelhos, amarelos, verdes, azuis, cor de laranja; cintilavam alfanges e punhais. Aqui passavam, uns ao lado dos outros, como fantasmas alados, velhos, rapazes, homens de formas colossais, figuras estranhas e terríveis, imóveis e direitas nas selas, com a cabeça levantada, os cabelos ao vento e a espingarda estendida; e cada um deles, ao disparar, soltava um grito selvagem, que os intérpretes traduziam assim: — Ai de ti! — Minha mãe! — Em nome de Deus! — Mato te! — Estás morto! — Estou vingado! (...) Toda esta gente, este movimento vertiginoso, este estrépito, que surgira inesperadamente, ao romper do sol, naquela garganta estreita onde o espetáculo se apresentava todo junto ao nosso olhar, como se estivesse dentro de um anfiteatro, encheu-nos de tal assombro que, por alguns minutos, ninguém abriu boca, e as primeiras palavras foram depois uma exclamação unânime e calorosa: É belo! É belo! É belo!

Edmundo de Amicis, Marrocos (1889), trad. Manuel Pinheiro Chagas.

### Outros
A "Fantasia Árabe" do catalão Marià Fortuny é um dos quadros mais originais que existem sobre o tema, representando não uma clássica carga equestre, mas um grupo de guerreiros marroquinos exceutando o seu espetáculo ritual a pé, imersos numa intensa luz, que dá força e detalhe à cores e contornos, num dramatismo que contrasta com o segundo plano vaporoso e sombrio.
O alemão Otto von Faber du Faur, considerado um grande pintor de batalhas, ficou fascinado pelo brilho da luz de verão em África, o deserto e as tribos beduínas, os cavaleiros. Ele pinta a sua obra Fantasia durante a sua viagem a Marrocos em 1883. Depois disso pinta Fantasia no encontro de duas tribos em 1885.
Há vários outros pintores que também representam a fantasia nos seus quadros desde meados do século XIX.